# Квалификације за Светско првенство у фудбалу 2018 — УЕФА група Д
Група Д европских квалификација за Светско првенство у фудбалу 2018. се састојала од 6 репрезентација: Велс, Аустрија, Србија, Ирска, Молдавија и Грузија.
Репрезентација Србије је као првопласирана репрезентација изборила директан пласман на првенство, док је Ирска као другопласирана репрезентација отишла у бараж.

## Табела
| Легенда                                           |
| ------------------------------------------------- |
| Репрезентација која се квалификује у првом кругу  |
| Репрезентација која иде у бараж након првог круга |

| Табела групе Д | Табела групе Д | Табела групе Д | Табела групе Д | Табела групе Д | Табела групе Д | Табела групе Д | Табела групе Д | Табела групе Д | Табела групе Д |  |        |                 |      |          |         |           |  | Домаћи | Домаћи | Домаћи | Домаћи | Домаћи | Домаћи | Домаћи | Гости | Гости | Гости | Гости | Гости | Гости | Гости |
|                | Репрезентација | И              | Д              | Н              | И              | ДГ             | ПГ             | ГР             | Бод.           |  | Србија | Република Ирска | Велс | Аустрија | Грузија | Молдавија |  | И      | Д      | Н      | И      | ДГ     | ПГ     | Бод.   | И     | Д     | Н     | И     | ДГ    | ПГ    | Бод.  |
| 1.             | Србија         | 10             | 6              | 3              | 1              | 20             | 10             | +10            | 21             |  | -      | 2:2             | 1:1  | 3:2      | 1:0     | 3:0       |  | 5      | 3      | 2      | 0      | 10     | 5      | 11     | 5     | 3     | 1     | 1     | 10    | 5     | 10    |
| 2.             | Ирска          | 10             | 5              | 4              | 1              | 12             | 6              | +6             | 19             |  | 0:1    | -               | 0:0  | 1:1      | 1:0     | 2:0       |  | 5      | 2      | 2      | 1      | 4      | 2      | 8      | 5     | 3     | 2     | 0     | 8     | 4     | 11    |
| 3.             | Велс           | 10             | 4              | 5              | 1              | 13             | 6              | +7             | 17             |  | 1:1    | 0:1             | -    | 1:0      | 1:1     | 4:0       |  | 5      | 2      | 2      | 1      | 7      | 3      | 8      | 5     | 2     | 3     | 0     | 6     | 3     | 9     |
| 4.             | Аустрија       | 10             | 4              | 3              | 3              | 14             | 12             | +2             | 15             |  | 3:2    | 0:1             | 2:2  | -        | 1:1     | 2:0       |  | 5      | 2      | 2      | 1      | 8      | 6      | 8      | 5     | 2     | 1     | 2     | 6     | 6     | 7     |
| 5.             | Грузија        | 10             | 0              | 5              | 5              | 8              | 14             | -6             | 5              |  | 1:3    | 1:1             | 0:1  | 1:2      | -       | 1:1       |  | 5      | 0      | 2      | 3      | 4      | 8      | 2      | 5     | 0     | 3     | 2     | 4     | 6     | 3     |
| 6.             | Молдавија      | 10             | 0              | 2              | 8              | 4              | 23             | -19            | 2              |  | 0:3    | 1:3             | 0:2  | 0:1      | 2:2     | -         |  | 5      | 0      | 1      | 4      | 3      | 11     | 1      | 5     | 0     | 1     | 4     | 1     | 12    | 1     |

## Резултати
| Грузија     | 1:2                         | Аустрија                   |
| ----------- | --------------------------- | -------------------------- |
| Ананиџе 78’ | Детаљи (FIFA) Детаљи (UEFA) | Хинтерегер 16’ · Јанко 42’ |

| Србија                        | 2:2                         | Ирска                  |
| ----------------------------- | --------------------------- | ---------------------- |
| Костић 62’ · Тадић 69’ (пен.) | Детаљи (FIFA) Детаљи (UEFA) | Хендрик 3’ · Марфи 80’ |

| Велс                                         | 4:0                         | Молдавија |
| -------------------------------------------- | --------------------------- | --------- |
| Воукс 38’ · Ален 44’ · Бејл 51’ 90+5’ (пен.) | Детаљи (FIFA) Детаљи (UEFA) |           |

| Аустрија            | 2:2                         | Велс                         |
| ------------------- | --------------------------- | ---------------------------- |
| Арнаутовић 28’, 48’ | Детаљи (FIFA) Детаљи (UEFA) | Ален 22’ · Вимер 45+1’ (аг.) |

| Молдавија | 0:3                         | Србија                                |
| --------- | --------------------------- | ------------------------------------- |
|           | Детаљи (FIFA) Детаљи (UEFA) | Костић 19’ · Ивановић 37’ · Тадић 59’ |

| Ирска      | 1:0                         | Грузија |
| ---------- | --------------------------- | ------- |
| Колман 56’ | Детаљи (FIFA) Детаљи (UEFA) |         |

| Велс     | 1:1                         | Грузија         |
| -------- | --------------------------- | --------------- |
| Бејл 10’ | Детаљи (FIFA) Детаљи (UEFA) | Окријашвили 57’ |

| Молдавија     | 1:3                         | Ирска                      |
| ------------- | --------------------------- | -------------------------- |
| Бугајов 45+1’ | Детаљи (FIFA) Детаљи (UEFA) | Лонг 2’ · Макклин 69’, 76’ |

| Србија                       | 3:2                         | Аустрија                |
| ---------------------------- | --------------------------- | ----------------------- |
| Митровић 6’, 23’ · Тадић 74’ | Детаљи (FIFA) Детаљи (UEFA) | Сабицер 16’ · Јанко 62’ |

| Аустрија | 0:1                         | Ирска      |
| -------- | --------------------------- | ---------- |
|          | Детаљи (FIFA) Детаљи (UEFA) | Меклин 48’ |

| Грузија        | 1:1                         | Молдавија |
| -------------- | --------------------------- | --------- |
| Казаишвили 16’ | Детаљи (FIFA) Детаљи (UEFA) | Гацан 78’ |

| Велс     | 1:1                         | Србија       |
| -------- | --------------------------- | ------------ |
| Бејл 30’ | Детаљи (FIFA) Детаљи (UEFA) | Митровић 86’ |

| Грузија     | 1:3                         | Србија                                          |
| ----------- | --------------------------- | ----------------------------------------------- |
| Качарава 6’ | Детаљи (FIFA) Детаљи (UEFA) | Тадић 45’ (пен.) · Митровић 64’ · Гаћиновић 86’ |

| Аустрија                    | 2:0                         | Молдавија |
| --------------------------- | --------------------------- | --------- |
| Арнаутовић 75’ · Харник 90’ | Детаљи (FIFA) Детаљи (UEFA) |           |

| Ирска | 0:0                         | Велс |
| ----- | --------------------------- | ---- |
|       | Детаљи (FIFA) Детаљи (UEFA) |      |

| Молдавија               | 2:2                         | Грузија                          |
| ----------------------- | --------------------------- | -------------------------------- |
| Гинсари 15’ · Дедов 36’ | Детаљи (FIFA) Детаљи (UEFA) | Меребашвили 66’ · Казаишвили 70’ |

| Ирска       | 1:1                         | Аустрија       |
| ----------- | --------------------------- | -------------- |
| Волтерс 85’ | Детаљи (FIFA) Детаљи (UEFA) | Хинтерегер 31’ |

| Србија       | 1:1                         | Велс             |
| ------------ | --------------------------- | ---------------- |
| Митровић 74’ | Детаљи (FIFA) Детаљи (UEFA) | Ремзи 35’ (пен.) |

| Грузија   | 1:1                         | Ирска   |
| --------- | --------------------------- | ------- |
| Ремзи 34’ | Детаљи (FIFA) Детаљи (UEFA) | Дафи 4’ |

| Србија                                     | 3:0                         | Молдавија |
| ------------------------------------------ | --------------------------- | --------- |
| Гаћиновић 20’ · Коларов 30’ · Митровић 81’ | Детаљи (FIFA) Детаљи (UEFA) |           |

| Велс        | 1:0                         | Аустрија |
| ----------- | --------------------------- | -------- |
| Вудбурн 74’ | Детаљи (FIFA) Детаљи (UEFA) |          |

| Аустрија | 1:1                         | Грузија    |
| -------- | --------------------------- | ---------- |
| Шауб 43’ | Детаљи (FIFA) Детаљи (UEFA) | Гвилија 8’ |

| Молдавија | 0:2                         | Велс                          |
| --------- | --------------------------- | ----------------------------- |
|           | Детаљи (FIFA) Детаљи (UEFA) | Робсон-Кану 80’ · Ремзи 90+3’ |

| Ирска | 0:1                         | Србија      |
| ----- | --------------------------- | ----------- |
|       | Детаљи (FIFA) Детаљи (UEFA) | Коларов 55’ |

| Грузија | 0:1                         | Велс        |
| ------- | --------------------------- | ----------- |
|         | Детаљи (FIFA) Детаљи (UEFA) | Ловренс 49’ |

| Аустрија                             | 3:2                         | Србија                      |
| ------------------------------------ | --------------------------- | --------------------------- |
| Бургшталер 25’ · Арнаутовић 76’, 90’ | Детаљи (FIFA) Детаљи (UEFA) | Миливојевић 11’ · Матић 83’ |

| Ирска         | 2:0                         | Молдавија |
| ------------- | --------------------------- | --------- |
| Марфи 2’, 19’ | Детаљи (FIFA) Детаљи (UEFA) |           |

| Молдавија | 0:1                         | Аустрија |
| --------- | --------------------------- | -------- |
|           | Детаљи (FIFA) Детаљи (UEFA) | Шауб 69’ |

| Србија       | 1:0                         | Грузија |
| ------------ | --------------------------- | ------- |
| Пријовић 74’ | Детаљи (FIFA) Детаљи (UEFA) |         |

| Велс | 0:1                         | Ирска      |
| ---- | --------------------------- | ---------- |
|      | Детаљи (FIFA) Детаљи (UEFA) | Меклин 57’ |

## Стрелци
6 голова
| - Александар Митровић |

4 гола
| - Марко Арнаутовић - Гарет Бејл | - Џејмс Макклин - Душан Тадић |

3 гола
| - Луис Шауб | - Валери Казаишвили | - Дерил Марфи |

2 гола
| - Марк Јанко - Мартин Хинтерегер - Арон Ремзи | - Џо Ален - Александар Коларов | - Мијат Гаћиновић - Филип Костић |

1 гол
| - Гвидо Бургшталер - Марсел Сабицер - Мартин Харник - Бен Вудбурн - Сем Воукс - Том Лоренс - Хал Робсон-Кану - Валеријан Гвилија - Гиорги Меребашвили | - Јано Ананидзе - Ника Качарава - Торнике Окријашвили - Џеф Хендрик - Џонатан Вотерс - Шимус Коулман - Шејн Дафи - Шејн Лонг | - Александру Дедов - Александру Гацган - Игор Бугајов - Раду Гинсари - Александар Пријовић - Бранислав Ивановић - Лука Миливојевић - Немања Матић |

Аутогол
| - Кевин Вимер (против Велса) |